# 科爾多瓦美洲虎足球會
科爾多瓦美洲虎（Jaguares de Córdoba）是一家哥倫比亞足球會，成立於2012年，位處於蒙特里亞。現時球隊於哥倫比亞足球甲級聯賽角逐。隊名中Jaguares是西班牙語，意思是「美洲虎」。

## 外部連結
- 官方網站 （页面存档备份，存于）
- Jaguares de Córdoba Fútbol Club （页面存档备份，存于）